# Tharsalea duofacies
Tharsalea duofacies är en fjärilsart som beskrevs av Johnson och Balogh 1977. Tharsalea duofacies ingår i släktet Tharsalea och familjen juvelvingar. Inga underarter finns listade i Catalogue of Life.